# مشرق‌الاذکار سانتیاگو

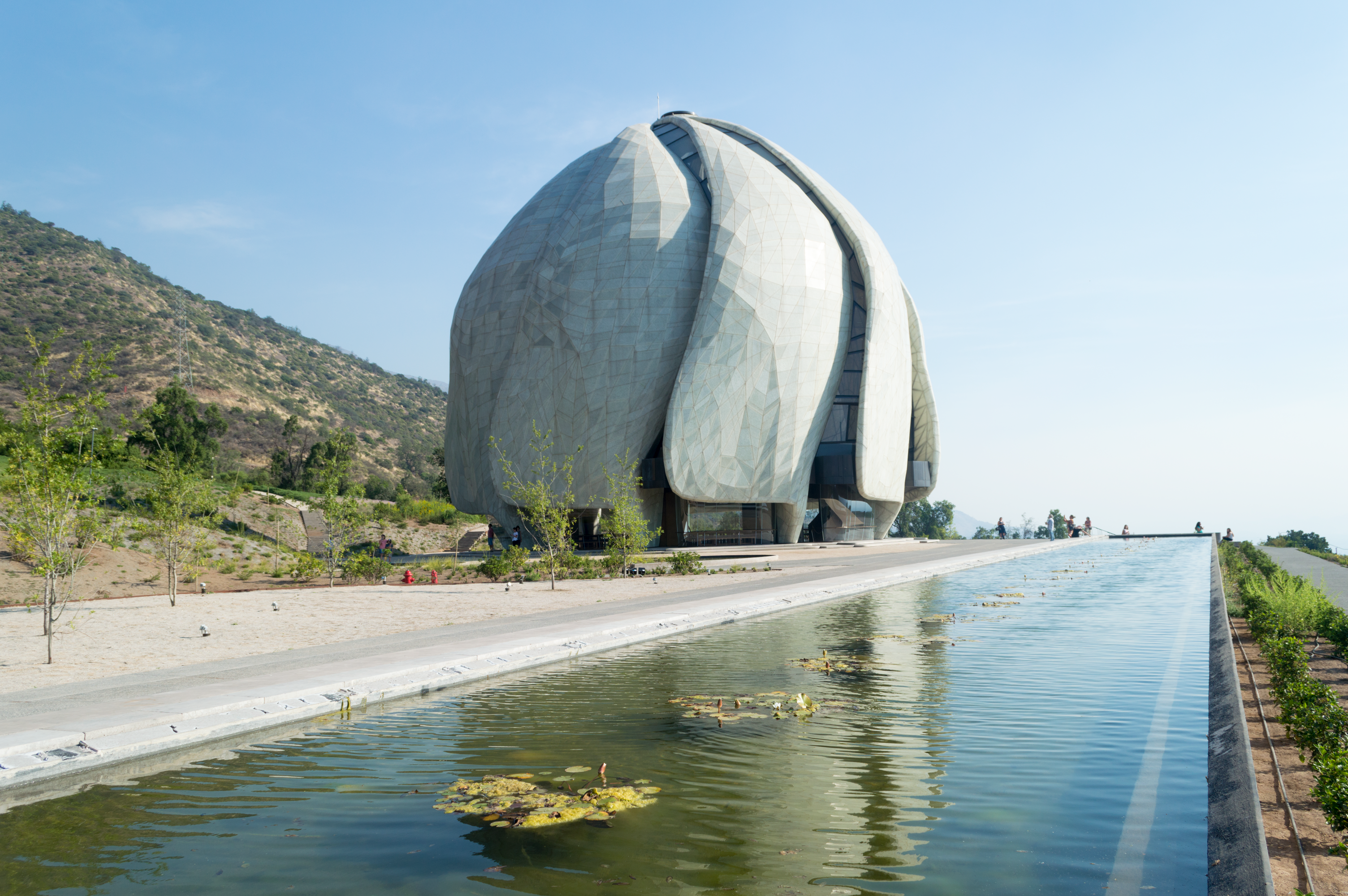
نمایی از مشرق‌الاذکار بر روی تپه‌ای مُشرِف به شهر سانتیاگو.

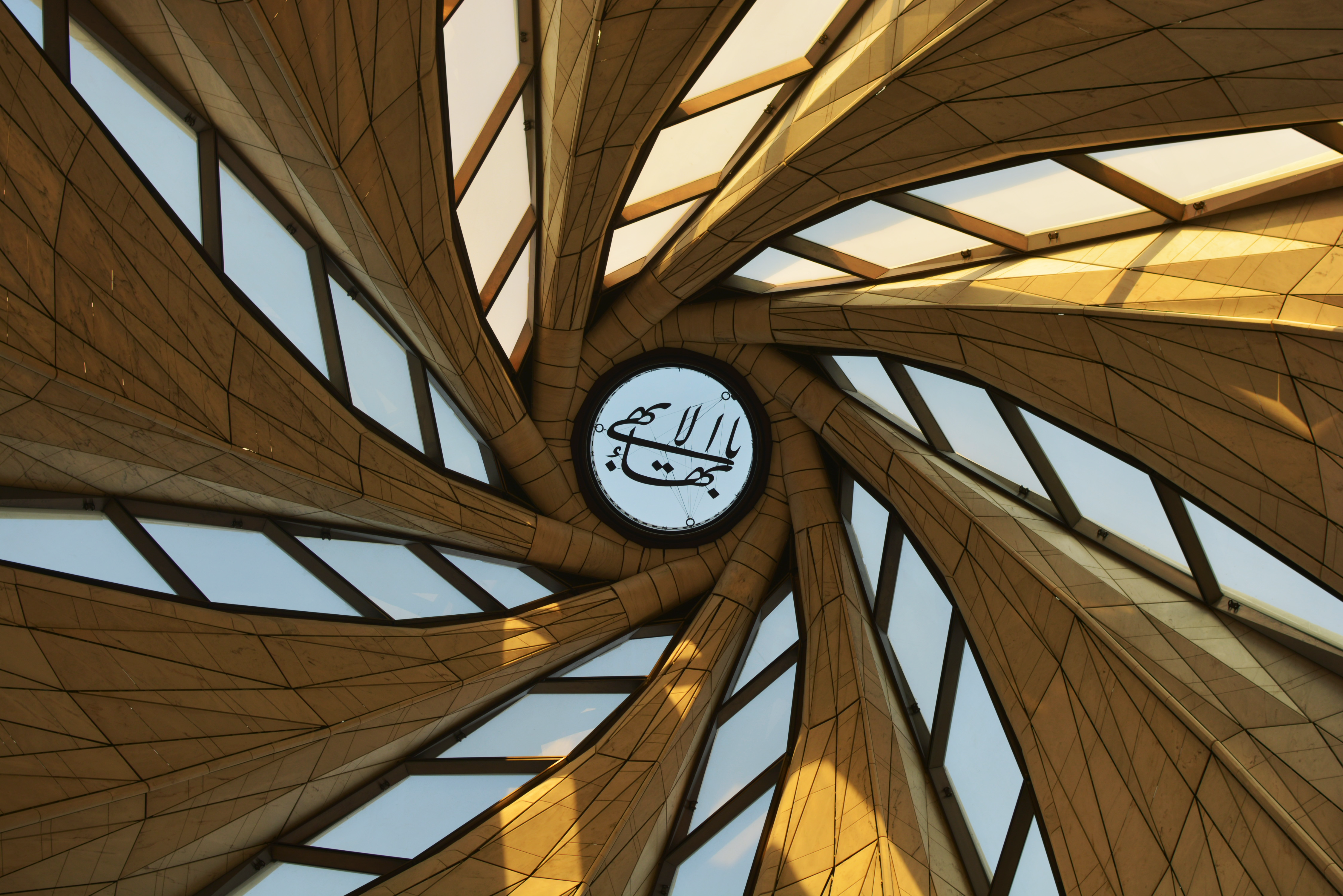
عبارت «یابهاءالابهی» به معنای «ای روشن‌ترین روشنایی‌ها» در مرکز گنبد. اسم اعظم در دیانت بهائی به خط حسین مِشکین‌قلم.

مشرق‌الاذکار سانتیاگو نخستین مشرق‌الاذکار آیین بهائی در آمریکای جنوبی است که در شهر سانتیاگو، شیلی قرار دارد. معمار این بنا سیامک حریری، معمار ایرانی-کانادایی است.

## جوایز
- جایزه بین‌المللی معماری از مؤسسه هنر شیکاگو، ۲۰۱۷[۴]
- جایزه نوآوری در معماری از مؤسسه سلطنتی معماری کانادا، ۲۰۱۷[۵]
- جایزه نوآوری (دسته‌بندی: طراحی ستاره ای) از موسسه معماران آمریکا، ۲۰۱۷[۶]
- جایزه معماری آمریکا (دسته‌بندی: طراحی معماری / معماری فرهنگی)، ۲۰۱۷[۷]
- جایزه تعالی در طراحی از انجمن معماران انتاریو، ۲۰۱۸[۸]
- جایزه «بهترین‌ها در آمریکا، ساختمانهای شهری» از اخبار معماری جهان، ۲۰۱۸[۹][۱۰]
- جایزه بهترین سازه از مؤسسه مهندسان سازه، ۲۰۱۹[۱۱]
- جایزه بین‌المللی معماری از مؤسسه سلطنتی معماری کانادا، ۲۰۱۹[۱۲]